# 大垣市立日新小学校
大垣市立日新小学校（おおがきしりつ にっしんしょうがっこう）は、岐阜県大垣市にある市立小学校。

## 概要
- 通学区域は多芸島1-4丁目、入方1-3丁目、上笠1-3丁目、西大外羽1-4丁目、高渕町、高渕1-4丁目、上屋1・2丁目、友江1・2丁目、大外羽1-4丁目、割田1丁目（一部）、2丁目（一部）、3丁目（一部）、外野1-4丁目、外花1-6丁目であり、公立中学校の進学先は大垣市立西中学校である[1]。
- 校名の「日新」は、儒教の経書（大学）の一節、「湯之盤銘曰　苟日新　日日新　又日新」からとったものである[2]。
- 1949年から1952年まで、及び1973年から2005年までは大垣市立日新幼稚園を併設していた。

## 沿革
- 1873年（明治6年） - 
  - 秀実義校が開校。校区は多芸島村、上笠村、大外羽村[3]、野口村。
  - 提携義校が開校。校区は割田村、外野村、外花村、友江村。
- 1877年（明治10年） - 秀実義校と提携義校が併合。八村学校に改称する。
- 1883年（明治16年） - 八村学校が秀実学校と提携学校に分立する。
- 1889年（明治22年） - 
  - 安八郡今村[4]、割田村、外野村、外花村、友江村、及び不破郡青柳村と若森村[5]が合併し、南杭瀬村が発足。
  - 秀実学校が多芸島小学校に改称する。
- 1897年（明治30年）4月1日 - 多芸島村、上笠村、東大外羽村、西大外羽村、高淵村と、南杭瀬村の一部（友江）が合併し、多芸島村が発足。
- 1900年（明治33年） - 多芸島村と南杭瀬村とで学校組合が成立。組合立多芸島尋常小学校に改称する。
- 1905年（明治38年） - 校舎を新築し、移転する[注釈 1]。
- 1906年（明治39年） - 組合立多芸島尋常高等小学校に改称する。
- 1934年（昭和9年）12月5日 - 南杭瀬村が大垣市へ編入される。学校組合が解除される。
- 1935年（昭和10年）6月1日 - 多芸島村が大垣市へ編入される。大垣市立多芸島尋常高等小学校に改称する。
- 1941年（昭和16年） - 日新国民学校に改称する。
- 1947年（昭和22年）4月 - 大垣市立日新小学校に改称する。
- 1949年（昭和24年）4月 - 大垣市立日新幼稚園（初代）が開園する。日新小学校に併設する。
- 1952年（昭和27年）9月 - 大垣市立日新保育園の開園に伴い、大垣市立日新幼稚園は廃園となる。
- 1972年（昭和47年）8月 - 現在地に校舎が完成し、移転する。
- 1973年（昭和48年）4月 - 大垣市立日新幼稚園（二代目）が開園する。日新小学校に併設する。
- 2005年（平成13年）4月 - 大垣市立日新幼稚園と大垣市立日新保育園を統合し、大垣市立日新幼保園となる。園舎は旧・大垣市立日新保育園を転用する。